# Тромбоцитарный фактор роста

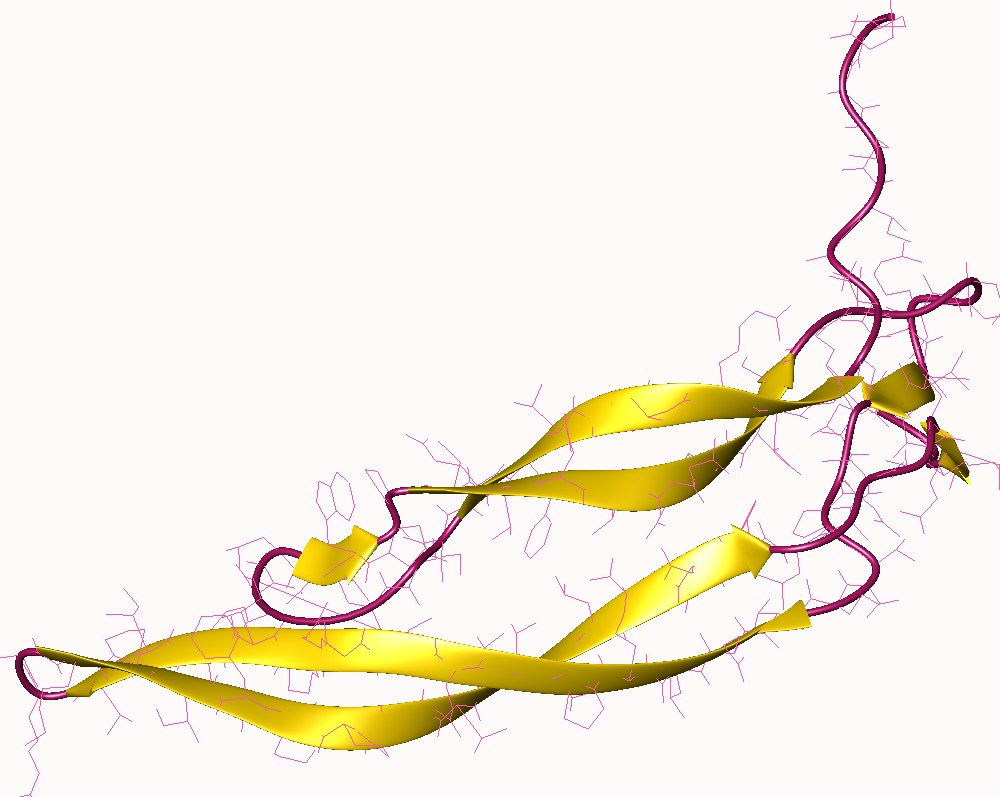
Фактор роста тромбоцитов B человека

Фактор роста тромбоцитов (англ. Platelet-derived growth factor, PDGF) — белок, один из многочисленных факторов роста. Играет важную роль в ангиогенезе.
Содержится в α-гранулах в тромбоцитах, синтезируется в мегакариоцитах. В каждом тромбоците находится порядка тысячи молекул тромбоцитарного фактора роста. Фактор — сильный стимулятор репарации тканей. Рецепторы к нему расположены в сосудистой стенке на фибробластах и клетках гладкой мышечной ткани. PDGF стимулирует пролиферацию этих клеток. Кроме того, PDGF увеличивает продукцию составляющих соединительной ткани (гликозаминогликанов, коллагена и др.). Один из первых изученных факторов роста. Он играет важную роль в формировании кровеносных сосудов (ангиогенезе). Неконтролируемый ангиогенез сопровождает развитие раковых опухолей.
Тромбоцитарные факторы роста — это димерные гликопротеины. Есть пять различных форм PDGF, которые активируют клеточный ответ через два разных рецептора. Известны лиганды А (PDGFA), B (PDGFB), С (PDGFC), D (PDGFD) и гетеродимер АB . Только димерные формы PDGF могут связываться с рецепторами. Рецептор для PDGF(PDGFR) относится к рецепторам с тирозинкиназной активностью (РТК). Известны два типа PDGFR: α-тип и β-тип. α-тип связывается с PDGF-АА, PDGF-BB и PDGF-AB, а β-тип PDGFR связывается с PDGF-BB и PDGF-АВ.
Синтез и процессинг PDGF осуществляется в клетках костного мозга (мегакариоцитах), предшественниках тромбоцитов, и запасается в альфа-гранулах кровяных пластинок. Пока PDGF находится внутри тромбоцитов, он недоступен для других клеток, однако при взаимодействии с тромбином происходит активация кровяных пластинок с последующим высвобождением содержимого в плазму крови.
PDGF — мощный митоген для клеток мезенхимального происхождения, включая фибробласты, гладкомышечные клетки и глиальные клетки. Он стимулирует клетки к началу деления.
PDGF играет важную роль в эмбриональном развитии, пролиферации, миграции клеток и ангиогенезе. С чрезмерной экспрессией гена PDGF связан ряд заболеваний (атеросклероз, фиброзные расстройства и злокачественные новообразования). Синтез происходит из-за внешних раздражителей, таких как тромбин, низкого содержания кислорода и других и факторов роста.
PDGF является обязательным компонентом для клеточного деления фибробластов, типа клеток соединительной ткани, которые играют большую роль в заживлении ран. Было показано, что в моноцитах-макрофагах и фибробластах PDGF стимулирует хемотаксис, пролиферацию и экспрессию многих генов. Он значительно увеличивает приток иммунных клеток и фибробластов в поврежденные ткани, стмулирует выработку коллагена и тем самым сокращает время заживления.
Рекомбинантный PDGF используется в медицине для лечения хронических язв и в ортопедической хирургии для лечения потери костной массы.